# ویلمینگتون، شهرستان ویل، ایلینوی
ویلمینگتون، شهرستان ویل، ایلینوی (به انگلیسی: Wilmington, Will County, Illinois) یک شهر در ایالات متحده آمریکا با جمعیت ۵٬۶۰۰ نفر است که در ایلی‌نوی واقع شده‌است.